# Kristian Erslev
Kristian Sophus August Erslev, född den 28 december 1852 i Köpenhamn, död den 20 juni 1930 i Frederiksberg, var en dansk historiker, brorson till Edvard Erslev och kusin till Anna Erslev.

## Biografi
Erslev blev filosofie magister 1876, filosofie doktor 1879 och var professor vid Köpenhamns universitet 1883-1916 och därefter riksarkivarie 1916-24. Han invaldes 1928 som utländsk ledamot av Kungliga Vetenskapsakademien. 
Erslev var banbrytande på den källkritiska historieforskningens område och har betytt mycket även för svensk historisk vetenskap.
Sitt främsta intresse ägnade han åt nordens historia under medeltiden och 1500-talet.
Från 1910 var Erslev gift med historikern Anna Hude.